# Pet Rock

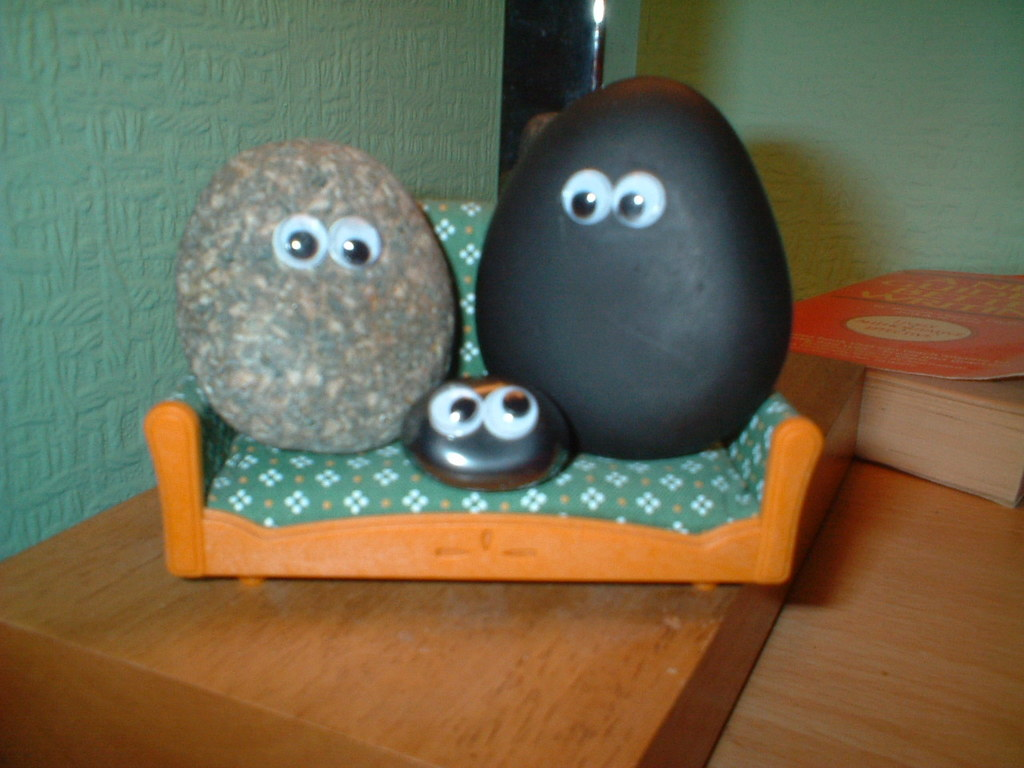
Trois Pet Rocks. Des faux yeux ont été ajoutés.

Le Pet Rock est une « roche de compagnie ».  

## Création de Gary Dahl
L'idée de le commercialiser vient de Gary Dahl (1936-2015), un citoyen de Los Gatos en Californie. Le premier Pet Rock est une roche ordinaire de couleur grise, en forme de galet, que Gary achète dans un magasin de construction et qu'il vend comme étant un animal vivant. 

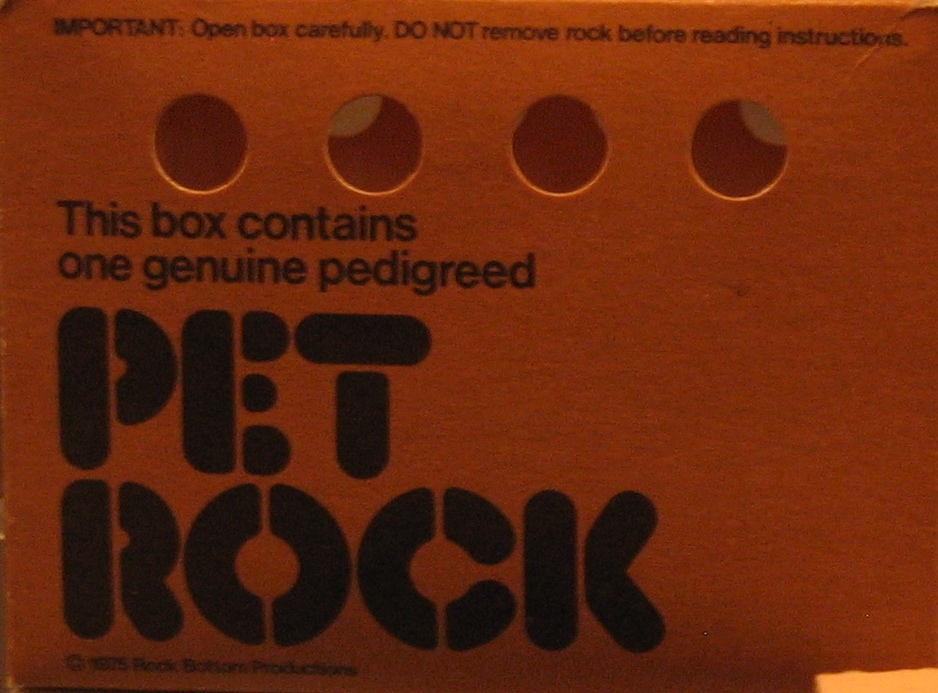
Boîte originale à Pet Rock.

En 1975, Dahl établit la « Rock Bottom Productions », une compagnie qui vend des roches de compagnie pour 3,95 $ US chacune. Les roches, importées de Rosarito Beach en Basse-Californie (Mexique), sont emballées dans une petite boîte trouée, qui ressemble à une cage pour animaux. Dedans est inclus un Pet Rock Training Manual (Manuel d'Entrainement de la Roche de Compagnie) avec des instructions concernant la façon de l'élever et d'en prendre soin (sans cependant comporter d'information pour le nourrir). On peut ainsi y lire « Si, lorsque vous sortez le rocher de sa boîte, il semble être excité, placez-le sur quelques vieux journaux ». Le manuel d'instruction contient en outre quelques tours que l'on peut apprendre à ce nouveau compagnon. Les ordres « pas bouger » et « assis » sont plutôt simples à lui faire exécuter, mais « tourne sur toi-même » est plus difficile car le mouvement nécessite l'intervention de l'entraîneur. « Au pied » est impossible à apprendre pour une roche de compagnie, ce qui est somme toute assez peu étonnant, mais « attaque » est assez facile avec un peu d'aide de l'entraîneur.   
La popularité des Pet Rock ne dure que six mois, se terminant à la saison de Noël en décembre 1975, mais à l'issue de cette période, le Pet Rock a déjà rendu Gary Dahl millionnaire. 

## Reprise de l'idée dans les années 2020
En Corée du Sud en 2024, l'idée de départ qui était une blague est reprise de façon sérieuse pour lutter contre la déprime des jeunes coréens esseulés,.